# Copenhagen Basketball
El Stevnsgade Basketball (también conocido como Stevnsgade, Stevnsgade Supermen, Supermen y SBBK) es un equipo de baloncesto danés que compite en la Ligaen, la primera división del país . Tiene su sede en el barrio Nørrebro en la capital de Dinamarca, Copenhague. Disputa sus partidos en el Nørrebrohallen, con capacidad para 600 espectadores.

## Palmarés
Trofeos: 7

### Torneos nacionales
Basketligaen
- Campeón (3): 1978-1979, 1979-1980, 1994-1995
- Subcampeón (5): 1974-1975, 1977-1978, 1992-1993, 1993-1994, 1995-1996
- Bronze (9): 1972-1973, 1975-1976, 1976-1977, 1980-1981, 1981-1982, 1986-1987, 1989-1990, 1996-1997, 2000-2001

Copa Danesa
- Campeón (4): 1980, 1987, 1993, 1994
- Subcampeón (6): 1975, 1979, 1983, 1986, 1996, 2000

### Torneos europeos
Euroleague
- Campeón (0):
- Participante (2): 1979-1980, 1980-1981